# Transflaggan

Transflaggan.

Transflaggan är en trefärgad flagga i blått, rosa och vitt. På samma sätt som den breda HBTQ-rörelsen använder regnbågsflaggan, och dess olika subgrupper världen över använder andra specifika flaggor, representeras transgemenskapen runt om i världen av den blå, rosa och vita flaggan designad av Monica Helms. Det finns även flera andra transflaggor som används och stöds av olika transpersoner, organisationer och gemenskaper. De olika flaggorna används för att representera stolthet, mångfald, rättigheter och/eller minnet av transpersoner, deras organisationer, gemenskaper och allierade.

## Design
Den mest framträdande av dessa flaggdesigner är känd som Transflaggan och är en symbol för transpersoners stolthet, mångfald och rättigheter. Transflaggan skapades 1999 av den amerikanska transkvinnan Monica Helms och användes första gången år 2000 under en pride-parad i Phoenix, Arizona, USA.
Flaggan representerar transcommunityt och består av fem horisontella ränder: två ljusblå, två rosa och en vit i mitten. Helms beskriver transflaggans innebörd så här:
| ” | Ränderna längst upp och längst ner är ljusblå, den traditionella färgen för pojkbebisar. Ränderna bredvid dem är rosa, den traditionella färgen för flickbebisar. Randen i mitten är vit, för de som genomgår transition eller neutral eller odefinierad könsidentitet. Mönstret är utformat så att oavsett hur du hissar den kommer den alltid vara rätt. Det symboliserar att vi finner korrekthet i våra liv. | „ |

2014 donerade Monica Helms den ursprungliga transflaggan till Smithsonian National Museum of American History.
Utöver Monica Helms ursprungliga design av transflaggan har ett antal communitys skapat sin variant av flaggan och då lagt till symboler eller element för att återspegla olika aspekter av transidentitet. Ett exempel är att lägga till kantonen i USA:s flagga för att skapa en flagga som representerar en amerikansk transidentitet.

### Svart variant

Svart transflagga.

En variant av transflaggan kallad den svarta transflaggan skapades av transaktivisten och författaren Raquel Willis. Istället för en vit rand i mitten har den en svart rand. Willis skapade flaggan som en symbol för svarta transpersoners särskilda utsatthet av diskriminering, våld och mord. Flaggan twittrades först och publicerades sedan på hennes Facebookkonto. 25 augusti 2015 debuterade flaggan publikt under den första Black Trans Liberation Tuesday. Dagen arrangerades tillsammans med Black Lives Matter, för att hedra de svarta transpersoner som mördats under året.

## Användning
Under Transgender Day of Remembrance 2012 hissades flaggan officiellt i stadsdelen Castro, San Francisco.
Philadelphia blev 2015 den första staden i USA som hissade transflaggan. Flaggan hissades vid stadshuset till ära för stadens 14:e årliga Trans Health Conference. Dåvarande borgmästaren Michael Nutter höll ett tal för att hedra transcommunityt i Philadelphia.
Under Transgender Awareness Week 2016 hissade Transport for London flaggan vid sitt huvudkontor.

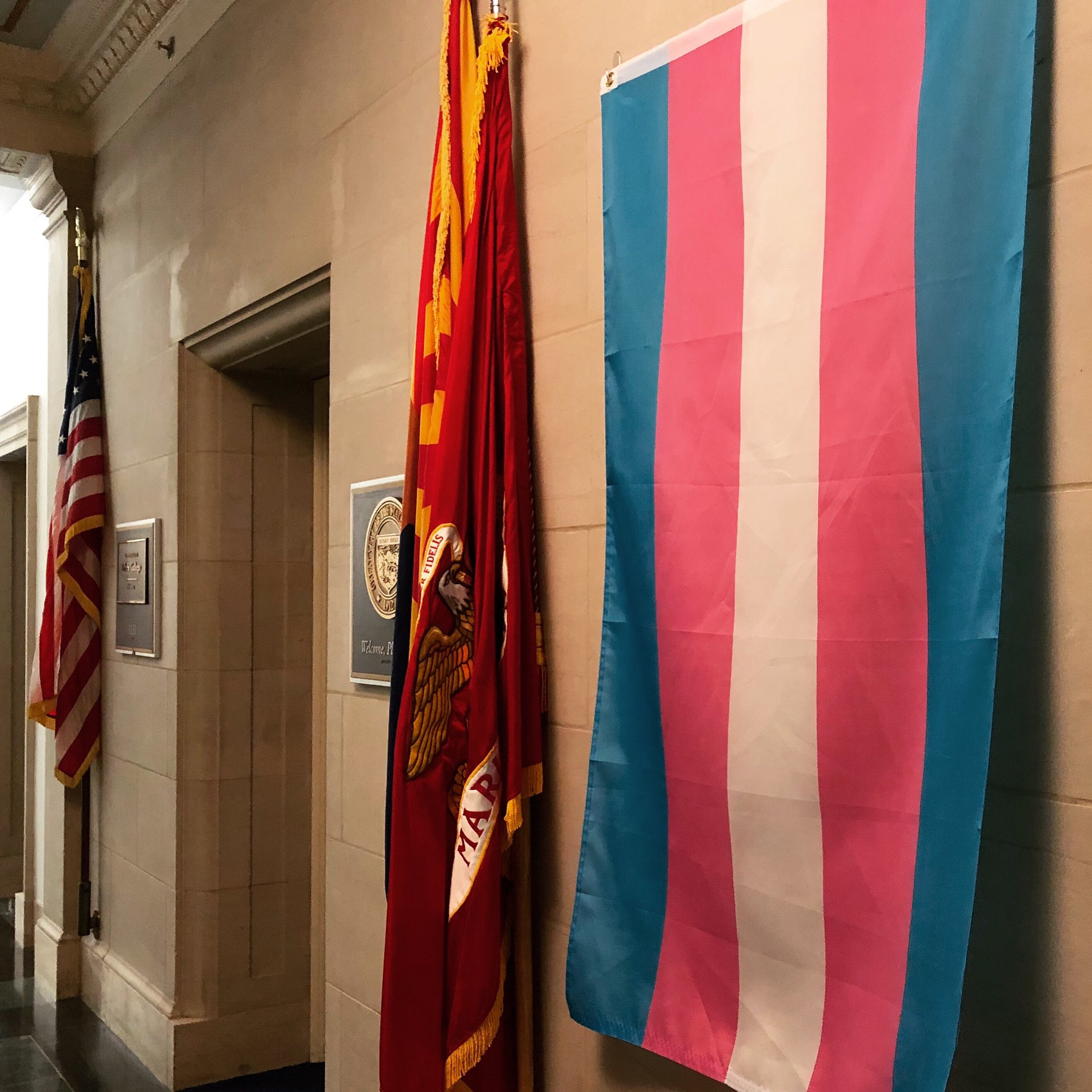
Transgenderflagga som hänger utanför kongressledamot Ruben Gallegos kontor på Kapitolium 2019.

I januari 2019 hängde Virginias representant Jennifer Wexton, som första kongressledamot, transflaggan utanför sitt kontor i Washington, DC för att visa sitt stöd för transcommunityt. I samband med Trans Visibility Week 2019 hissade ett flertal demokratiska och oberoende kongressledamöter flaggan utanför sina kontor. 2019 var också första gången flaggan hissades av delstatsregeringar i USA. Både Iowa State Capitol och California State Capitol hissade flaggan.
En emojiversion av flaggan (🏳️‍⚧️) lades 2020 till i standardlistan för emojis.

### Engelska originalcitat
1. ↑  “The light blue is the traditional color for baby boys, pink is for girls, and the white in the middle is for those who are transitioning, those who feel they have a neutral gender or no gender, and those who are intersexed. The pattern is such that no matter which way you fly it, it will always be correct. This symbolizes us trying to find correctness in our own lives.”